# Bloomsday
El Bloomsday (en anglès), Lá Bloom o Lá Fhéile Bloom (en gaèlic irlandès) és una commemoració anual que té lloc el 16 de juny a Dublín i a la resta del món per celebrar la vida de l'autor irlandès James Joyce i la seva obra més coneguda.
Consisteix a reviure els esdeveniments de la novel·la Ulisses, tots els quals succeeixen el mateix dia a Dublín el 1904. Es tracta d'una festa laica a Irlanda. El nom de la celebració prové de Leopold Bloom, el protagonista de l'obra Ulisses i, de fet, el 16 de juny va ser la data de la primera cita entre Joyce i la que havia d'esdevenir la seva esposa, Nora Barnacle, quan van passejar fins al poble de Ringsend (prop de Dublin).
Aquest dia inclou una sèrie d'activitats culturals que inclouen conferències acadèmiques, lectures i representacions de l'Ulisses, rondes de pubs i diversió general. Els entusiastes se solen vestir amb roba de l'època "edwardiana" per a la celebració i segueixen la ruta de Bloom al voltant de Dublín, seguint referències com ara el pub Davy Byrne's. Sembla que els més devots han procedit a lectures maratonianes de la novel·la completa (algunes de fins a 36 hores). La primera celebració va tenir lloc el 1954 i un dels més importants va ser el festival ReJoyce Dublin 2004, que va tenir lloc a la capital irlandesa entre l'1 d'abril i el 31 d'agost de 2004. El diumenge anterior al centenari del Bloomsday, el 2004, 10.000 persones a Dublín van rebre gratuïtament i a l'aire lliure un esmorzar irlandès complet a O'Connell Street. L'àpat incloïa salsitxes, cansalada, torrades, mongetes, black pudding i white pudding. Tot regat amb una pinta de cervesa Guinness.